# Frederiks Stadion
Frederiks Stadion er til dagligt hjemmebane for jyllandsserieklubben Frederiks AIF. Klubbens hold træner på anlægget ved Alhedehallerne.
Etableringen af Frederiks Stadion startede i 1943, og blev gennemført udelukkende ved hjælp af frivillig arbejdskraft. Nogle år senere, i 1956, blev det nuværende klubhus bygget. Også dette var kun muligt pga. stor lokal opbakning. Således blev klubhuset, i lighed med selve stadion, opført udelukkende med frivillig arbejdskraft. Bygningen kostede den nette sum af 6.705,04 kr., penge der blev skaffet ved en indsamling i lokalområdet. 
Oprindeligt var selve stadion bare en opkridtet græsplæne, men anlægget er, i takt med 1. holdets opstigen gennem serierne, i de seneste år blevet udbygget med rækværk, udskiftningsbokse, bandereklamer, digital måltavle og kiosk. 
Efter førsteholdets oprykning til jyllandsserien i efteråret 2009, blev det endelig besluttet at udbygge og renovere det gamle klubhus, der med få undtagelser, stod som da det blev bygget i 1956, hvilket var hårdt tiltrængt, da Frederiks Stadion på ingen måde levede op til, hvad man med rimelighed bør kunne forvente af et jyllandsseriestadion. Således har dommer og liniedommere, siden oprykningen til serie 2, måttet klæde om i Alhedehallerne, da der ikke er plads til en dommertrio i klubhuset. Dette blev ændret fra efterårssæsonen 2010, da en udbygning og renovering blev færdiggjort.
Stadionrekorden på Frederiks Stadion blev sat 18. maj 2010 mellem Frederiks AIF's jyllandsseriehold og FC Midtjyllands superligemandskab. Kampen endte 7-3 til FC Midtjylland, og blev overværet af 731 tilskuere, hvoraf cirka en tredjedel sad på den til lejligheden opsatte mobiltribune.